# Виљем од Тира
Виљем од Тира (око 1130 – 29. септембар 1186) био је католички надбискуп Тира од 1175. до 1186. године и једна од најважнијих личности у влади Јерусалимског краљевства. Аутор је хронике која се сматра једним од најважнијих извора за историју крсташких ратова.

## Биографија
О Виљемовом пореклу нема готово никаквих података. Претпоставља се да је био француског порекла, односно да су му родитељи били имућни трговци који су се у Јерусалиму населили након Првог крсташког рата. Као дете се образовао у Цркви Светог Гроба. Течно је говорио француски и италијански језик, а постоје тврдње да је говорио и грчки, арапски и персијски језик. За то нема јасних потврда. Око 1145. године, Виљем је отпутовао у Европу како би се школовао у Паризу и Орлеану где су се почели развијати универзитети. Студирао је и на Болоњи.
Око 1165. године вратио се у Свету земљу. Био је изузетно образован и један од ретких домаћих људи који је стекао такво образовање. Због тога је брзо напредовао у црквеној служби стекавши поверење краља Амалрика I. Постао је каноник катедрале у Акри. Године 1167. постао је архиђакон у Тиру, а следеће године се састао са византијским царем Манојлом за рачун краља Амалрика како би се договорили о заједничком походу на Египат. 1170. године посетио је и Рим. По повратку је преузео туторство над Амалриковим сином Балдуином IV и управо је он први посумњао да дечак болује од губе.
Године 1175. га је јерусалимски регент Ремон III од Триполија поставио за канцелара, а потом за надбискупа Тира. Учествовао је у Трећем латеранском сабору 1179. године, а следеће године се вратио у Јерусалим. При повратку је постао судија сукоба две фракције на јерусалимском двору: једне окупљене око Ремона и Боемунда III од Антиохије, а друге око Агнесе од Куртенеа. Подржао је прву страну, али је друга однела победу. Због тога је изгубио шансе да се кандидује за јерусалимског патријарха. О последњим годинама његовог живота има мало података, али текст његове Хронике сугерише како је био изузетно незадовољан човек, забринут због претње коју је Саладин представљао његовој домовини.

## Дело
Према властитим наводима, Виљем је написао три књиге. Прва представља приказ Трећег латеранског сабора, а друга историју Палестине од муслиманског освајања у 7. веку до 1184. године. Обе су изгубљене иако је рукопис спомињан и у 13. веку. Трећа, најважнија књига, је Историја. Написао ју је од 1170. до 1184. године и представља историју Јерусалимског краљевства која обухвата и Први крсташки рат. Каснијим историчарима је послужила као једини аутентични извор о Јерусалиму тога времена и дуго времена се сматрао изузетно објективним. Данас је сачувано мало копија ове књиге (око 59 књига на француском језику).